# فكتور ديك
فكتور ديك (بالألمانية: Viktor Dyk)‏ (و. 1877 – 1931 م) هو سياسي، وشاعر، ولاعب شطرنج، وكاتب، وكاتب مسرحي، وصحفي تشيكي، توفي عن عمر يناهز 54 عاماً، بسبب نوبة قلبية.

## التعليم
تعلم في كلية الحقوق في جامعة كارلوفا ‏.

## روابط خارجية
- فكتور ديك على موقع IMDb (الإنجليزية)
- فكتور ديك على موقع ميوزك برينز (الإنجليزية)
- فكتور ديك على موقع قاعدة بيانات الفيلم (الإنجليزية)
- فكتور ديك على موقع مباريات الشطرنج (الإنجليزية)
- فكتور ديك على موقع 365Chess.com (الإنجليزية)